# Badanie Tuskegee

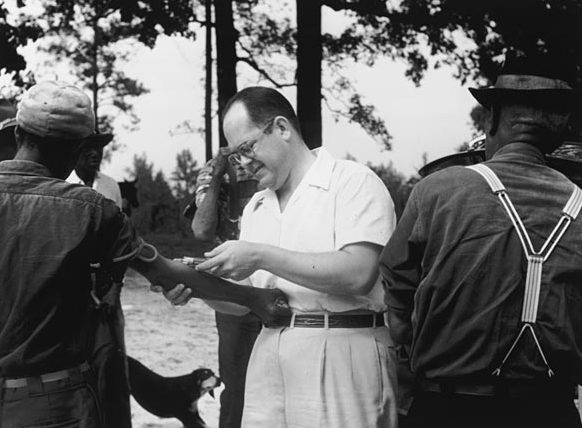
Eksperyment Tuskegee

Badanie Tuskegee – seria eksperymentów medycznych prowadzonych w latach 1932–1972 w miejscowości Tuskegee w Alabamie (Stany Zjednoczone) przy udziale Amerykańskiej Publicznej Służby Zdrowia (ang. United States Public Health Service, PHS).
Badanie rozpoczęło się w 1932 i według pierwotnych założeń miało trwać ok. 6–9 miesięcy. Przeprowadzono je na grupie 600 czarnoskórych farmerów. Spośród nich 399 było chorych na kiłę, a 201 osób stanowiło niezakażoną grupę kontrolną. PHS oznajmiło na początku, że leczenie ma być częścią badania, jednakże nie uzyskano żadnej użytecznej wiedzy pod tym kątem. Później odkryto, że PHS zdecydowało się na pozostawienie mężczyzn bez leczenia i pozwolono mężczyznom dojść do terminalnego stadium choroby i ostatecznie zgonu. Farmerzy myśleli, że poddają się eksperymentalnej terapii na „złą krew” w zamian za darmowe posiłki, a ich rodziny otrzymają 50 dolarów w przypadku ich śmierci. W rzeczywistości badanie było nastawione na poznanie przebiegu nieleczonej kiły i określenie, czy choroba powoduje większe uszkodzenia w układzie nerwowym czy sercowo-naczyniowym, oraz ustalenie różnic w przebiegu choroby u białych i czarnoskórych. W 1947 penicylina stała się standardem leczenia kiły, ale mężczyznom tym nigdy nie powiedziano, że chorują na kiłę, ani też nie zaproponowano leczenia, nawet salwarsanem lub innym lekiem zawierającym arsen, które były dostępne już na początku eksperymentu.
Eksperyment kontynuowano przez 40 lat i zakończono w 1972, długo po tym jak żony i dzieci zostały zakażone kiłą, a wielu mężczyzn umarło z powodu tej choroby. Oszacowano, że w wyniku nieudzielenia chorym dostępnej wówczas pomocy medycznej, w trakcie trwania eksperymentu zmarło ponad 100 osób. Badanie zakończono z powodu publikacji na ten temat w „Washington Star”. Sygnalistą był epidemiolog Peter Buxtun. W związku z opisanym eksperymentem rządowi wytoczono proces z powództwa cywilnego. Dokonano ugody poza procesem, w wyniku czego żyjący uczestnicy badania i ich potomkowie otrzymali 10 milionów dolarów odszkodowania. Po dokonaniu rekompensaty rząd wprowadził akt prawny National Research Act, na podstawie którego instytucje rządowe miały obowiązek obserwowania i zaaprobowania wszystkich badań medycznych z udziałem ludzi.